# کرب‌زنی
کرب زنی یا کرپ زنی از آیین‌های ویژهٔ عزاداری در ماه محرم در شهر لاهیجان استان گیلان است که خاص مردم این ولایت است و توسط اهالی محلهٔ شعربافان اجرا می‌شود. این آیین در سازمان میراث فرهنگی به عنوان میراث ناملموس محله شعربافان لاهیجان ثبت شده است.
مردم لاهیجان براساس فرهنگ و زبان گیلکی خود، افراد این دسته را «کرب‌چی» می‌نامند. واژه کرب در فرهنگ‌های لغت به معنی اندوه دم‌گیر، غم، غصه، دشوار، و سخت گردیدن غم آمده است.
بانی این نوع عزاداری مرحوم محمدابراهیم غبرائی (متخلص به فانی؛ ۱۲۶۱-۱۳۳۲) است که در سفری که در اواخر قرن گذشته شمسی به کربلا داشت این نوع عزاداری را مشاهده کرد. در بازگشت به زادگاهش با الهام از عناصر بومی مردم خود مانند کارها و عادات هنگام برداشت محصول از زمین کشاورزی و..‌. حرکت‌های منحصر به فرد و ریتم‌های جدیدی ابداع نمود و برای این ریتم‌ها، مرثیه‌های مختلف سرود و این عزاداری را در محلهٔ شعربافان لاهیجان برپا کرد.
کرب‌زنی آمیخته‌ای از جنبش و نوای سوگوارانه است. کرب تشکیل شده از دو پاره چوبی استوانه‌ای است که بسته به دلخواه و توان کرب‌زن، اندازه‌های مختلف دارد. هر پاره تسمه‌ای چرمی بر پیکر خود دارد و دست کرب‌زن در میان آن قرار می‌گیرد و کرب‌زن می‌تواند به آسانی آن‌ها را برهم بکوبد. گروه کرب‌زنان محلهٔ شعربافان به هنگام برگزاری مراسم در طی مسیر بین محله‌ها در دو ستون در پی هم به راه می‌افتند. کرب‌زنان با هر گامی که بر می‌دارند دو دست خود را که در هر یک پاره‌ای از کرب است، به نوبت یک بار از زیرپاها گذرانده و بر هم می‌کوبند و یک‌بار هم در بالا و پشت سر این کار را تکرار می‌کنند و از کوبش دو پاره کرب، نوای غمگینی برمی‌خیزد. آنان راه درازی را بدین گونه می‌پیمایند و سوگ برپا می‌دارند.
«کرب» قطعه چوبی است تراشیده شده، به اندازه‌ای که در کف دست جا می‌گیرد و سطح بیرونی آن صاف است. در پشت آن بندی قرار دارد که به پشت دست می‌افتد. کرب در کف دست قرار می‌گیرد و انگشتان برگرد آن حفاظ می‌شوند. عزاداران هر کدام یک جفت کرب را در دست می‌گیرند و به آهنگ نوحه‌ای که خوانده می‌شود آنها را برهم می‌کوبند.
کرب‌زنان ضمن هماهنگی و همنوایی باهم نمادی از همدلی و اتحاد از خود نشان می‌دهند و ناله کرب آنان بیانگر ناله جمادات و زمین و زمان بر حسین (ع) و یارانش است.